# NGC 2400
NGC 2400 је тројна звезда у сазвежђу Мали пас која се налази на NGC листи објеката дубоког неба.
Деклинација објекта је - 0° 12' 51" а ректасцензија 7h 29m 55,1s. Привидна величина (магнитуда) објекта NGC 2400 износи 14,9.